# José Antonio Nogueira
José Antonio Nogueira (* 26. November 1965 in São Paulo) ist ein brasilianischer Fußballtrainer. 

## Karriere
Nogueira startete seine Trainerkarriere in São Paulo, dort trainierte er mit dem Nacional AC (SP) von 1992 bis 1994 seine erste Profimannschaft. 1994 zog es ihn nach Japan, wo er für zwei Jahre Trainer der Nagoya Gakuin University wurde. Seine nächste Trainerstation war der Club Sport Emelec, ein ecuadorianischer Erstligist aus Guayaquil.
Im Jahr 2003 wurde er in Sierra Leone erstmals Trainer einer Nationalmannschaft. Das wichtigste Ziel in dieser Funktion war die Qualifikation für den Afrika-Cup 2004 in Tunesien. Diese wurde allerdings knapp verpasst, nachdem Sierra Leone in der Qualifikation in einer Gruppe mit Marokko, Gabun und Äquatorialguinea nur den zweiten Platz hinter Marokko belegte und damit ausschied. Daraufhin wurde Nogueira entlassen.
Er kehrte dann in seine Heimat Brasilien zurück und trainierte den São Bernardo FC aus São Paulo, ehe er 2006 erneut Nationaltrainer wurde, diesmal in Guinea-Bissau. Nach Stationen in Saudi-Arabien bei Al-Ahli und erneut in Brasilien bei ABC Natal, wurde er 2011 Nationaltrainer von St. Kitts und Nevis, das Engagement dauerte aber nur wenige Monate an. Nach weiteren Stationen in Brasilien war er von 2018 bis 2019 Nationaltrainer Pakistans. Im Jahr 2020 kehrte er dann in seine Heimat Brasilien zurück und trainierte den Capital Futebol Clube.